# Syzygium hendersonii
Syzygium hendersonii är en myrtenväxtart som beskrevs av Elmer Drew Merrill. Syzygium hendersonii ingår i släktet Syzygium och familjen myrtenväxter. Inga underarter finns listade i Catalogue of Life.